# Nāḩiyat Kurnāz
Nāḩiyat Kurnāz (arabiska: ناحية كرناز) är ett subdistrikt i Syrien.   Det ligger i provinsen Hamah, i den centrala delen av landet, 210 km norr om huvudstaden Damaskus.
Trakten runt Nāḩiyat Kurnāz består till största delen av jordbruksmark. Runt Nāḩiyat Kurnāz är det tätbefolkat, med 383 invånare per kvadratkilometer.